# حزب 50 زائد
50 زائد - 50PLUS هو حزب سياسي هولندي تأسس عام 2009 يدافع عن مصالح الأشخاص الذين تتراوح أعمارهم بين خمسين وما فوق.